# 紀国守
紀 国守（き の くにもり）は、平安時代初期の貴族・医師。常陸介・紀真人の子。官位は従五位下・典薬頭。

## 経歴
天長4年（827年）外従五位下に叙せられる。
仁明朝の承和元年（834年）外正五位下に昇叙され、承和3年（836年）には内位の従五位下への叙位を受ける。承和9年（842年）に弟・魚守と共に、臣姓から朝臣姓に改姓する（この時の官位は外従五位下・侍医）。のち内薬正・典薬頭を歴任した。
また、孫には文人として有名な紀長谷雄がいる。

## 逸話
春宮（貞明親王（のち陽成天皇）か?）が腹痛を伴う病気となった際、硝石から成る薬品を調合し「この薬を服用した後、一旦悩み苦しむが、のちに効果が現れるはずである」と言った。春宮が薬を服用したのち、もだえ苦しみ始めたため、国守は春宮帯刀所に送られた。帯刀舎人らは剣を抜いて、「もし春宮が崩じることがあれば、当然国守を刺し殺すべきだ」と言ったが、結局、薬の効果により春宮の病気は快癒した。後日国守は「春宮に万一のことがあったなら、国守の命もなかっただろう」と言って、医道を止めてしまい、子孫にも医道を伝えることはなかった（『古事談』）。
国守は家業として医道を伝えて来たが、紀氏の衰退から脱却するために、新しく家を継ぐ者には紀伝道を学ばせるという遺誡を残し、子息の貞範は紀伝道を学んだという（『三国伝記』）。

## 官歴
『六国史』による。
- 時期不詳：正六位上
- 天長4年（827年） 正月21日：外従五位下
- 承和元年（834年） 正月7日外正五位下
- 承和3年（836年） 正月7日：従五位下
- 承和9年（842年） 3月8日：臣姓から朝臣姓へ改姓[4]
- 時期不詳：内薬正。典薬頭[5]

## 系譜
- 父：紀真人[5]
- 母：不詳
- 生母不明の子女
  - 男子：紀貞範[5]